# Peter Maertens
Peter Paul Gustav Maertens (* 23. August 1931 in Hamburg; † 11. Juli 2020 ebenda) war ein deutscher Schauspieler.

## Leben
Peter Maertens erlernte Anfang der 1950er Jahre den Schauspielerberuf an der Hochschule für Musik und Theater seiner Heimatstadt Hamburg. Nach dem Studium erhielt er 1954 sein erstes Engagement am Staatstheater Oldenburg. Nach Stationen in Hannover und Freiburg im Breisgau holte ihn Heinz Hilpert 1957 ans Deutsche Theater Göttingen. Von 1961 bis 1970 und dann wieder ab 1985 war er Ensemblemitglied des Hamburger Thalia-Theaters. Zwischen 1970 und 1985 war er als freiberuflicher Schauspieler an verschiedenen Bühnen tätig. Peter Maertens gehörte zu den Charakterdarstellern, die sich fast ausschließlich auf ihre Bühnentätigkeit konzentrieren und nur selten Abstecher zu Film und Fernsehen machen. Unter Intendant Jürgen Flimm spielte er im Thalia-Theater in Inszenierungen wie Heißes Geld von Klaus Pohl, Der Kaufmann von Venedig von William Shakespeare oder in Ernst Barlachs Der arme Vetter. 1990 und 1991 spielte er den Tod bei den Berliner Jedermann-Festspielen.
Peter Maertens war der Sohn des Schauspielers, Regisseurs und Theaterintendanten Willy Maertens und der Schauspielerin Charlotte Kramm, die wie ihr Mann jahrzehntelang zum Ensemble des Thalia-Theaters gehörte. Er war der Vater der Schauspieler Michael, Kai und Miriam Maertens. Zu seinem 50-jährigen Bühnenjubiläum 2004 stand er gemeinsam mit ihnen auf der Bühne des Thalia-Theaters.
Peter Maertens wurde auf dem Friedhof Ohlsdorf in einem anonymen Grabfeld bei Kapelle 2 beigesetzt.

## Filmografie (Auswahl)
- 1964: Hafenpolizei – Der Nachtwächter
- 1968: Detektiv Quarles (Fernsehserie)
- 1970: Maximilian von Mexiko (Fernsehfilm)
- 1971: Hamburg Transit – Neue Medikamente
- 1973: Hamburg Transit – Eifersucht
- 1974: Der Tod der Schneevögel
- 1974: Tatort: Gift (Fernsehreihe)
- 1975: Hoftheater (Fernsehserie, 2 Folgen)
- 1983: Tatort: Der Schläfer (Fernsehreihe)
- 1984: Tod eines Schaustellers
- 1986: Tatort: Tod auf Eis (Fernsehreihe)
- 1986: Stammheim
- 1989: Die Männer vom K3 – Tödlicher Export (Fernsehserie)
- 1998–2003: Night of the Shorts: Fußballfieber
- 2006: Tatort: Schwarzes Herz (Fernsehreihe)
- 2009: Notruf Hafenkante (Fernsehserie, Folge Kais Entscheidung)
- 2011: Tatort: Borowski und der coole Hund (Fernsehreihe)
- 2013: Polizeiruf 110: Zwischen den Welten (Fernsehreihe)
- 2014: Der Tatortreiniger – Der Fluch
- 2014: Toilet Stories
- 2016: Die Hände meiner Mutter
- 2018: Teufelsmoor
- 2018: Am Ende ist man tot
- 2018: Die Auferstehung
- 2022: Tatort: Borowski und der Schatten des Mondes (Fernsehreihe)

## Theater
- 1960: Jacques Audiberti: Äpfelchen Äpfelchen – Regie: Horst Balzer (am Berliner Renaissance-Theater)
- 2016–2020: Jeff Baron Besuch bei Mr. Green – Regie: Wolf-Dietrich Sprenger (am Hamburger Thalia Theater)